# Stanislas Lalanne
Pour les articles homonymes, voir Lalanne.
Stanislas Lalanne, né le 3 août 1948 à Metz, est un évêque catholique français, évêque de Pontoise de 2013 à 2024.

## Biographie
Il est le fils d'Albert Lalanne, officier du génie, et d'Odile Martin-Saur.

### Formation
Après être entré au grand séminaire de Versailles, Stanislas Lalanne a poursuivi sa formation au séminaire des Carmes en suivant des cours à l'Institut catholique de Paris et à l'université Paris Sorbonne-Paris IV, ainsi qu'à l'université de Tübingen en Allemagne. Il a obtenu une maîtrise et une habilitation au doctorat en théologie et une licence d’allemand.
Par la suite, il a été auditeur de l’Institut des hautes études de défense nationale (IHEDN) de 1992 à 1993.

### Principaux ministères
Ordonné prêtre le 8 novembre 1975 pour le diocèse de Versailles, il se consacre d'abord aux jeunes par le biais de l'aumônerie de l'ensemble des collèges et lycées de Versailles de 1975 à 1980. Il est ensuite responsable du service diocésain des aumôneries de l’enseignement public et aumônier des étudiants de Versailles jusqu'en 1985, avant de poursuivre cette responsabilité au niveau national comme secrétaire de la commission épiscopale de l’enseignement catholique et directeur du Centre national de l’enseignement religieux (CNER) jusqu'en 1993. Il y dirige la rédaction de plusieurs ouvrages catéchétiques.
Revenu dans le diocèse de Versailles, il assume des responsabilités paroissiales comme curé de la paroisse Sainte-Pauline du Vésinet puis de celle d’Élancourt-Maurepas jusqu'en 1999.
Sur le plan de la communication, après avoir été directeur du centre de presse des Journées mondiales de la Jeunesse (JMJ) à Paris en 1997, il est nommé vicaire épiscopal chargé de la pastorale de la communication pour le diocèse de Versailles jusqu'en 1999. Il se fait surtout connaître du grand public comme secrétaire général adjoint et porte-parole de la Conférence des évêques de France de 1999 à 2001, puis secrétaire général de cette conférence de 2001 à 2007.
Nommé  9e évêque de Coutances-et-Avranches le 4 avril 2007 en remplacement de Jacques Fihey par le pape Benoît XVI, il est consacré en la cathédrale Notre-Dame de Coutances le 3 juin de la même année par le cardinal Jean-Pierre Ricard, archevêque de Bordeaux et président de la Conférence des évêques de France, assisté de Éric Aumônier, évêque de Versailles et de Hippolyte Simon, archevêque de Clermont.
Le 8 novembre 2008, il est élu membre du comité études et projet de la Conférence des évêques de France pour un mandat de trois ans, et est réélu à ce poste en 2011.
Le 31 janvier 2013, il est nommé évêque de Pontoise, à ce titre il est « gardien de la sainte tunique ».
Au sein de la Curie romaine, il est consulteur du conseil pontifical pour les communications sociales. Stanislas Lalanne est également membre de la Commission épiscopale financière de la Conférence des évêques de France.
Le 13 juillet 2016, le pape François le nomme au secrétariat pour la communication du nouveau dicastère qui regroupe l'information et la communication du Vatican.
En juin 2022, Lalanne est chargé par le pape d'une visite apostolique dans le diocèse de Strasbourg.
Le 7 novembre 2023, il est nommé commissaire apostolique de l'Oratoire de France à la suite d'une « visite apostolique demandée après que plusieurs plaintes sont parvenues à Rome visant l'Oratoire de France ».
Le 4 juin 2024, sa démission pour raison d'âge est acceptée. Benoît Bertrand, évêque de Mende, prend sa succession.

### Distinction
Chevalier de la Légion d'honneur le 14 juillet 2005

## Ouvrages
- Le nouveau Théo : L'encyclopédie catholique pour tous, avec Michel Dubost, octobre 2009  (ISBN 978-2728912643)
- Un évêque se confie, Bayard, 240 p., octobre 2017  (ISBN 978-2-22749246-2)
- Vivre et espérer, Salvator, octobre 2020  (ISBN 978-2-70672069-7)

## Prise de positions

### Pour une catéchèse de l'actualité
Stanislas Lalanne se prononce en faveur d'une « catéchèse de l'actualité » qui rejoigne les jeunes dans leur quotidien avec de véritables événements qui soient pour les jeunes des « temps fondateurs », comme les JMJ.

### Sur la pédophilie
En avril 2016, invité sur l'antenne de Radio chrétienne francophone (RCF) à répondre à une question sur la pédocriminalité, il indique que celle-ci est une faute mais « ne sai[t] pas si on peut parler de péché à proprement parler ». Face au tollé suscité par ces propos, il revient sur l'antenne dans les jours suivants en précisant qu'il n'y a pas dans ses propos de « banalisation de la pédocriminalité », il précise en effet que « la pédophilie est un péché objectivement grave » mais que pour chaque cas se pose la question du « degré de conscience et donc de responsabilité de celui qui commet des actes aussi atroces ».